# فرومد

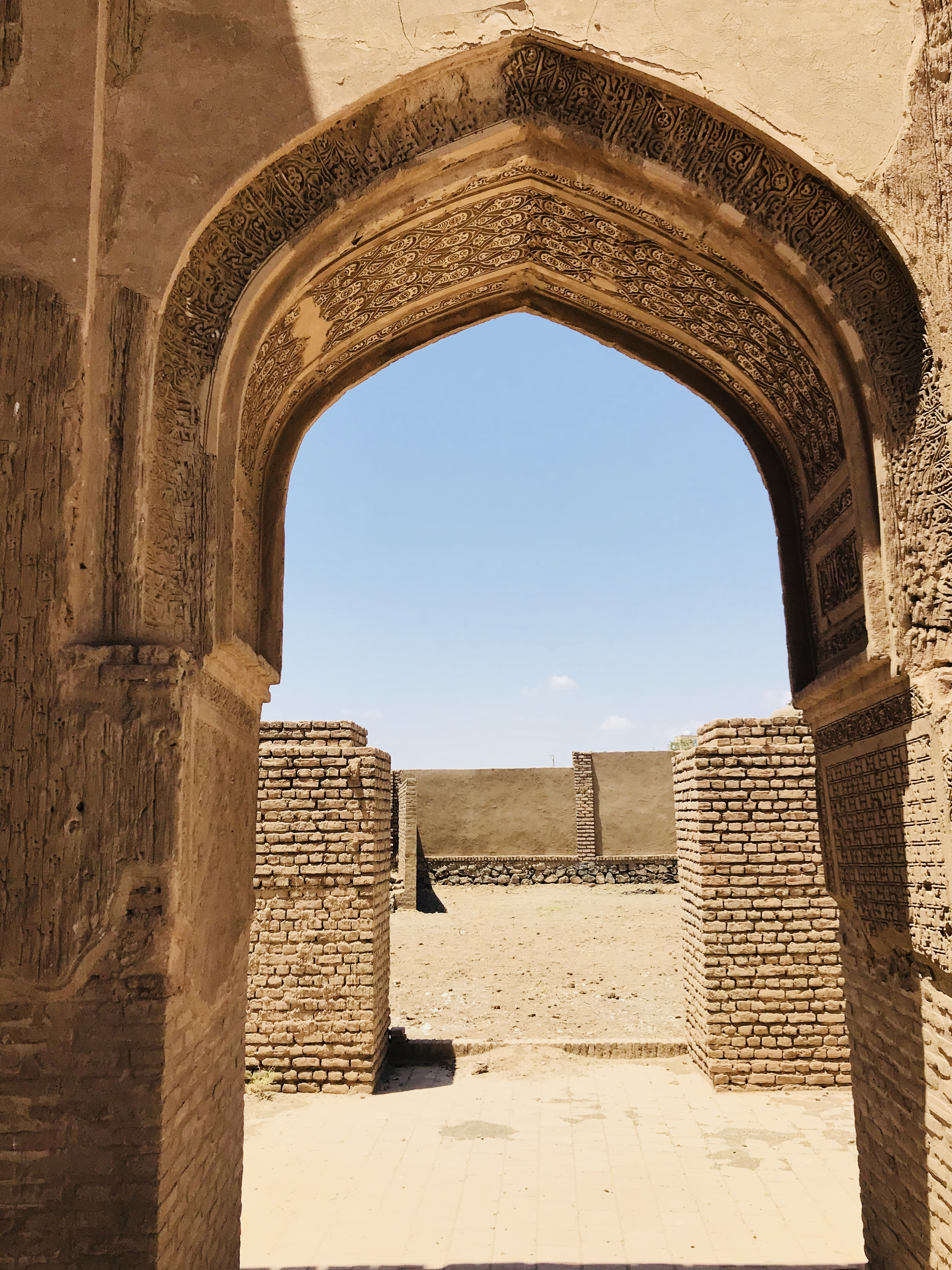
- فرومد* "صورة"

فرومد أو فريومد كما كانت تسمى سابقا هي قرية أثرية على حدود محافظتي سمنان وخراسان الرضوية في إيران.
من مشاهير هذه القرية ابن يمين الشاعر الإيراني الذي اشتهر بمقطعاته في القرن الثامن الهجري وتقع مقبرته في القرية.
تتبع فرومد حاليا لقضاء ميامي في محافظة سمنان إداريا غير أن لهجتها تشبه لهجة الخراسانيين.
تبتعد فرومد 18 كيلومترا عن طريق مشهد- طهران في حدود محافظتي سمنان وخراسان الرضوية وتبتعد 100 كيلومترا عن مدينة سبزوار و180 كيلومترا عن مدينة شاهرود.
على أساس إحصائية سنة 1385 هـ.ش كان عدد سكانها 1959 نسمة(616 أسرة).
لقد هاجر معظم أبناء القرية في السنوات الأخيرة إلى المدن الكبيرة بحثا عن العمل ما أدى إلى أن يتقلل عدد سكانها.
<gallery>
<gallery>
خطة فريومد
وب سايت جامع فرومد
صور فرومد
موقع أحد الفرومديين